# Jan van Glabbeeck
Jan van Glabbeeck (ca. 1635-1686) est un peintre et marchand d'art de l'âge d'or de la peinture néerlandaise.

## Biographie
Né avant ou en 1635, Jan van Glabbeeck est actif comme peintre à Amsterdam en 1653, où il est inscrit comme élève de Rembrandt — il travaille notamment sur une peinture de Paul Bril qu'il a aidé à authentifier —, puis à Utrecht.
Il devient par la suite actif comme négociant en Italie — on sait qu'il était à Rome en 1667 — et en Espagne.
Il meurt à El Puerto de Santa María, en Andalousie.